# هونجی دای
هونجی دای (انگلیسی: Hongjie Dai؛ زاده ۲ مهٔ ۱۹۶۶) یک فیزیک‌دان اهل ایالات متحده آمریکا است.